# Anastasioupolis-Peritheorion

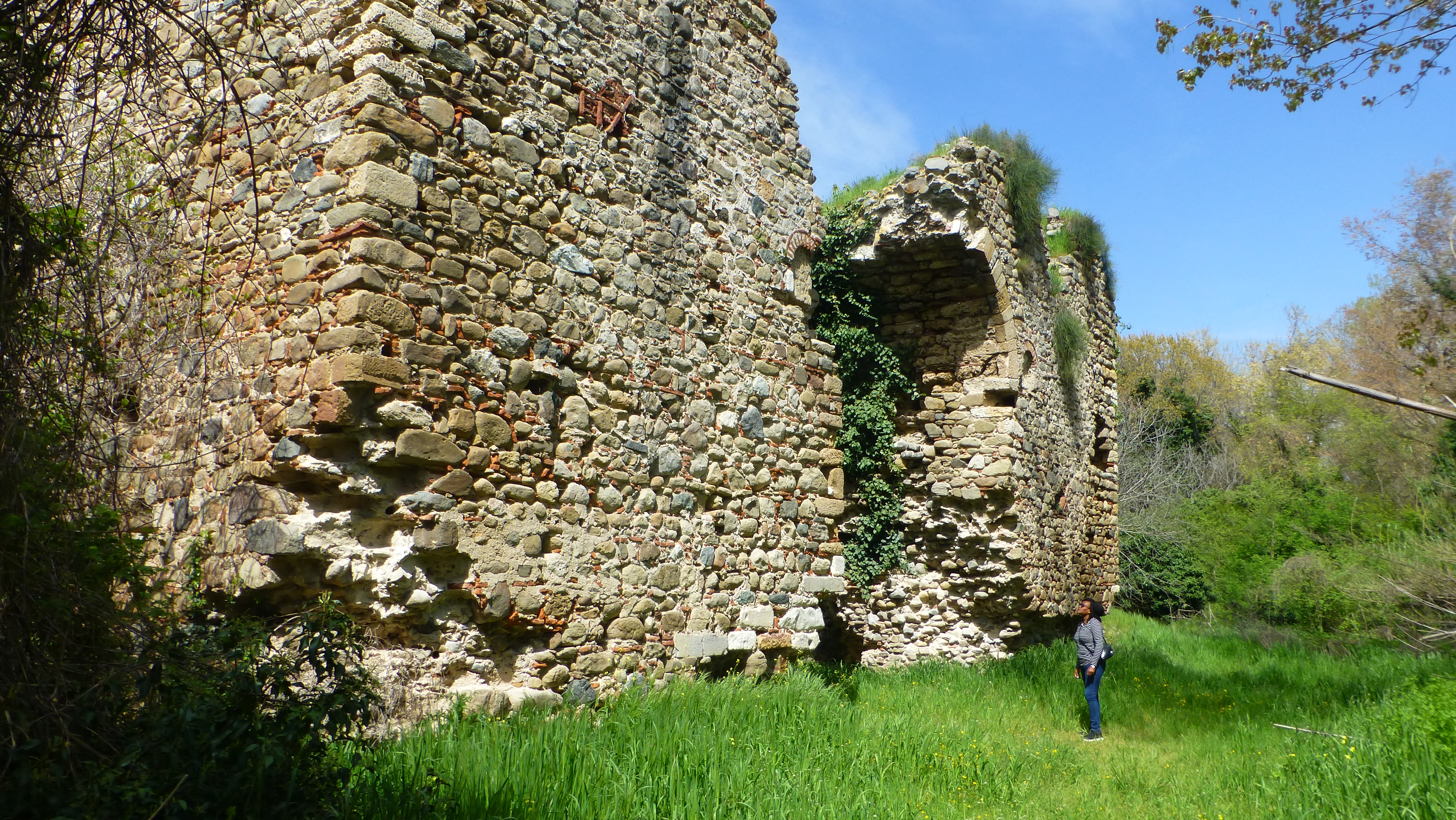
Befestigungsmauer

Die archäologische Stätte von Anastasioupolis-Peritheorion befindet sich in Griechenland südöstlich des Dorfes Amaxades im Regionalbezirk Rodopi in Thrakien. Heute sieht man noch Teile der Befestigungsmauern der antiken Stadt Anastasioupolis (5.–9. Jahrhundert) und Peritheorion (9. Jahrhundert). Ob es sich dabei um zwei verschiedene Städte handelt oder um eine einzige, die zwischenzeitig umbenannt wurde, ist unklar. Die antike Stadt war ein wichtiger Hafen der Ägäis.

## Geschichte

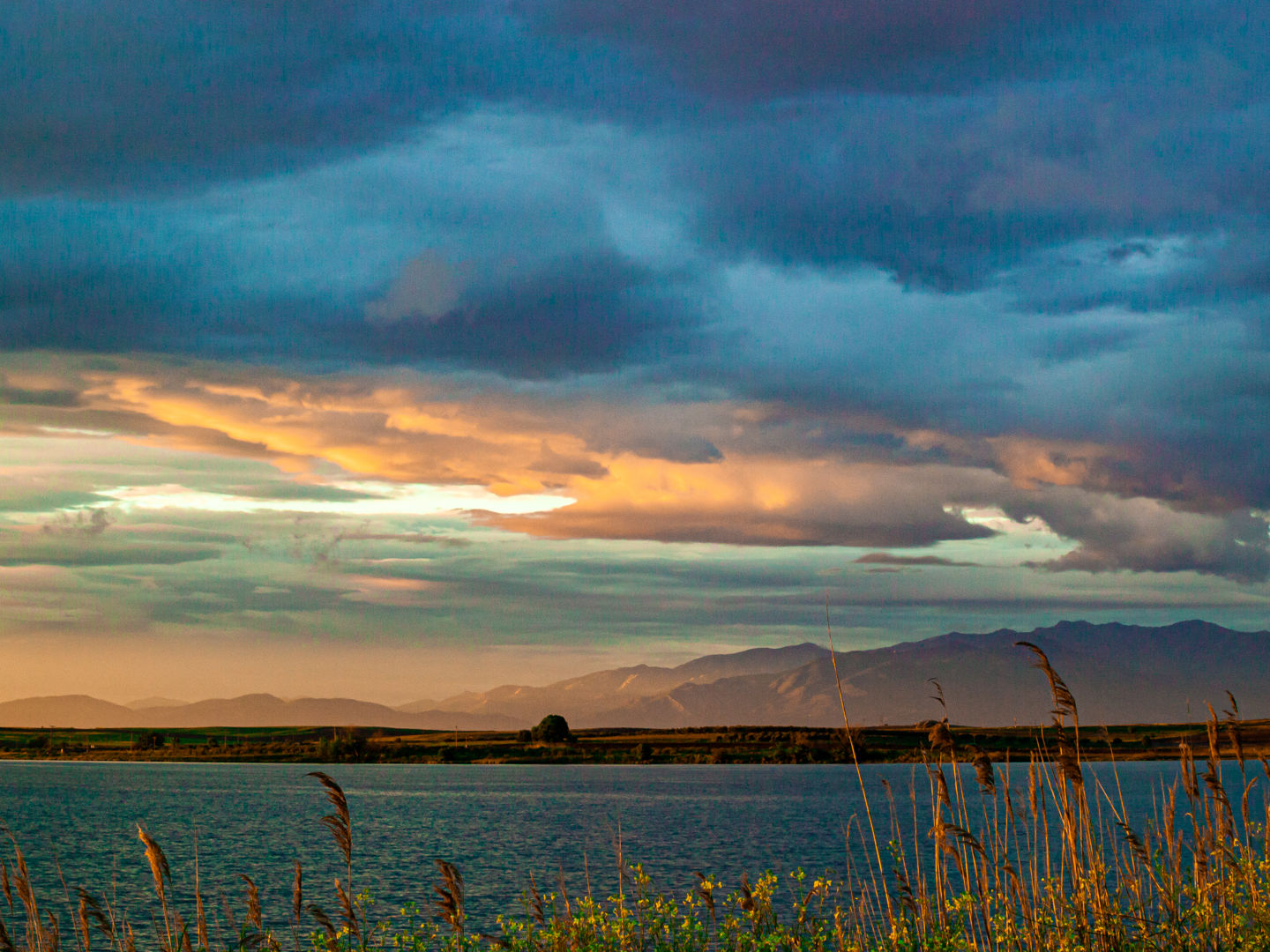
Vistonida-See

### Anastasioupolis
Die Stadt liegt in einem fruchtbaren Gebiet nördlich des Vistonida-Sees, über den sie ursprünglich mit der Ägäis verbunden war. Vermutlich befand sich in der Nähe die antike Stadt Tirida. Diese wiederum ist wohl mit Stabulum Diomedis identisch, einer Straßenstation der Fernstraße Via Egnatia, die in spätantiken Itineraren bezeugt ist. Ihr Name leitet sich davon her, dass in dieser Region die Rosse des Diomedes dort geweidet haben sollen, die dem griechischen Mythos zufolge durch Herakles gezähmt wurden.
Die Stadt Anastasioupolis selbst wird erstmals im 6. Jahrhundert durch den Historiker Prokopios von Caesarea erwähnt. Der Name wird durch die Forschung auf den Kaiser Anastasios I. (regierte 491–518) zurückgeführt, der sie anscheinend gegründet oder dort zumindest umfangreiche Baumaßnahmen angeordnet hatte. Möglicherweise wurde die Stadt angelegt, als Anastasios nach seinem Sieg über die Isaurier 498 Angehörige dieses Volksstammes in Thrakien ansiedelte. Nach ihm entstand Prokopios zufolge unter Justinian I. (regierte 527–565) eine Küstenmauer zum Meer hin sowie ein Aquädukt, das Wasser von den Rhodopen in die Stadt transportierte. In der Forschung herrscht Unklarheit darüber, welche der nachweisbaren frühbyzantinischen Baumaßnahmen an der Stadt auf Justinian I. zurückgehen und welche bereits von dessen Vorvorgänger Anastasios I., nach dem die Stadt ja benannt wurde, initiiert wurden. Prokopios neigt generell dazu, Justinian Infrastrukturarbeiten zuzuschreiben, die in Wirklichkeit wohl auf dessen Vorgänger zurückzuführen sind. In dieser Hinsicht ist auch bezeichnend, dass er das Aquädukt Justinians erwähnt, nicht aber die Sperrmauer zwischen der Stadt und dem Rhodopen-Gebirge (siehe unten unter Ruinenstätte), die demnach bereits zuvor bestanden haben könnte.
Trotz dieser Befestigungen wurde die Stadt im Jahr 562 von Barbaren eingenommen, die in das Byzantinische Reich eingefallen waren. Das Bistum Anastasioupolis war von seiner Gründung im 7. Jahrhundert bis ins 12. Jahrhundert Teil des Erzbistums Traianopolis.

### Peritheorion

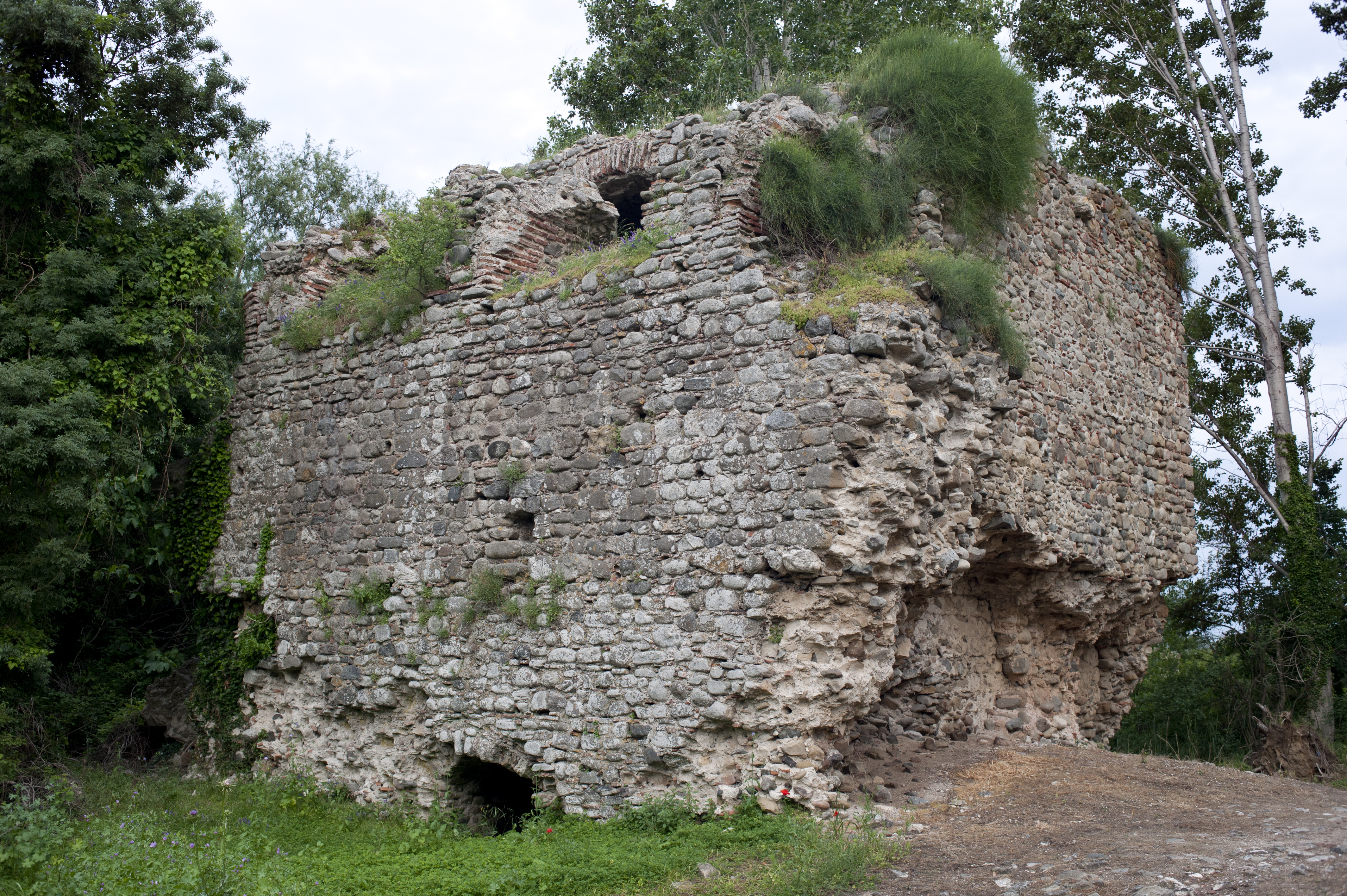
Befestigungsturm von Peritheorion

Ab dem 9. Jahrhundert ist der Name Peritheorion erstmals bezeugt. Häufig wird vermutet, dass die Stadt ursprünglich Anastasioupolis hieß und später in Peritheorion umbenannt wurde. Daneben wird aber in der Forschung auch die Theorie vertreten, dass es sich um zwei unterschiedliche Städte handelte. Deren irrtümliche Gleichsetzung gehe auf den Kaiser und Geschichtsschreiber Johannes VI. Kantakuzenos zurück, der im 14. Jahrhundert schrieb, dass Anastasioupolis kurz zuvor durch Kaiser Andronikos III. in Peritheorion umbenannt worden sei. Nach den Aufzeichnungen des Patriarchen Nikolaus I. dagegen war die Stadt Peritheorion früher als eine von Anastasioupolis getrennte Stadt mit einer eigenen Diözese bekannt.
Im 11. Jahrhundert war Peritheorion eine ländliche Stadt, in der der Bruder von Gregor Pakourianos ein Haus sowie das Kloster Vatopedi einen Klosterhof besaß. Gleichzeitig scheint der Ort im 11. und 12. Jahrhundert aber auch eine gewisse wirtschaftliche Bedeutung gehabt zu haben, da er in mehreren Verträgen zwischen der Republik Venedig und dem Byzantinischen Reich erwähnt wird. Im Jahr 1203 fiel Zar Kalojan von Bulgarien in Thrakien ein, zerstörte Peritheorion sowie diverse weitere Städte der Region und verschleppte ihre Bewohner an die Ufer der Donau.
Im 14. Jahrhundert ist die Stadt jedoch wieder in den Quellen bezeugt. In dieser Zeit wurde sie von Andronikos III. neu befestigt und das Bistum der Stadt wurde zur Metropolitie erhoben. Die meisten erhaltenen Überreste, die man heute sieht, stammen aus dieser Phase, obwohl auch frühere Phasen relativ leicht zu erkennen sind. Die Via Egnatia hatte zu diesem Zeitpunkt als Handelsweg deutlich an Bedeutung verloren zugunsten des Seehandels (besonders durch die oberitalienischen Städte, wie Venedig). Damit war vielen Orten entlang der Via Egnatia die wirtschaftliche Grundlage entzogen.
Auch in die byzantinischen Thronkonflikte der 1340er Jahre war die Stadt verwickelt: 1342 belagerte Johannes VI. Peritheorion vergeblich, wo sich seine innenpolitischen Gegner aufhielten. Auch im folgenden Jahr scheiterte er, nun durch den verbündeten Emir Umur Bey unterstützt, an der Einnahme. Am 7. Juli 1345 errangen Johannes und Umur Bey dann aber vor den Mauern der Stadt in der Schlacht von Peritheorion einen entscheidenden Sieg über den Raubritter Momtschil, der sich in den Rhodopen eine quasi-unabhängige Herrschaft aufgebaut hatte. Die Stadtbewohner nahmen jedoch an den Auseinandersetzungen nicht teil und warteten den Ausgang ab. 1355 übergab Johannes Asanes, Gouverneur (Archon) von Peritheorion, die Stadt an Kaiser Johannes V., den Gegner von Johannes VI. Erst 1357 erhielt Johannes V. aber tatsächlich die Kontrolle über den Ort.

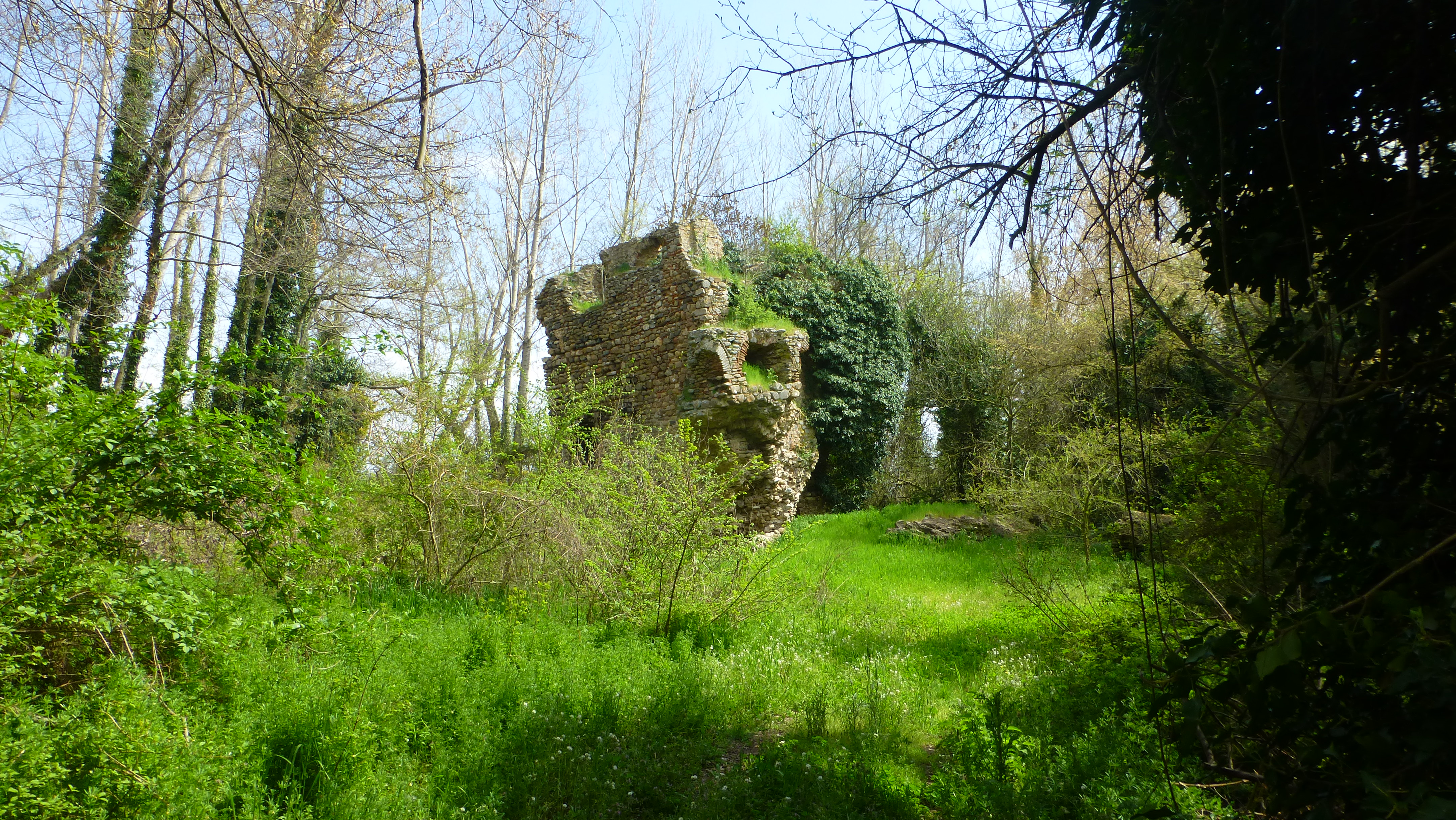
Die Natur erobert die Stadt

Spätestens kurz nach dem Regierungsantritt des osmanischen Sultans Murad II. 1421 befand sich Peritheorion in dessen Kontrolle und wurde durch den Herrscher an seinen genuesischen Verbündeten Giovanni Adorno verschenkt. Dem Bericht des Bertrandon de la Broquière zufolge hatte die Stadt Peritoq – gemeint ist wohl Peritheorion – im Jahr 1433 eine griechische Bevölkerung. Wegen der Versandung des Hafens durch den nahe gelegenen Fluss war sie vom Zugang zum Meer abgeschnitten (die Ruinenstadt liegt heute in ca. 2 km Entfernung zum See). Dies führte zu einem großen Bedeutungsverlust und wirtschaftlichem Niedergang und war wohl der Grund, dass die Stadt endgültig aufgegeben wurde. Während des Osmanischen Reiches war die Festung als Bourou Kale bekannt. Gegen Ende des 17. Jahrhunderts lebten nur noch wenige Menschen in der Stadt; vermutlich wurde sie ungefähr in dieser Zeit vollständig verlassen.

## Ruinenstätte

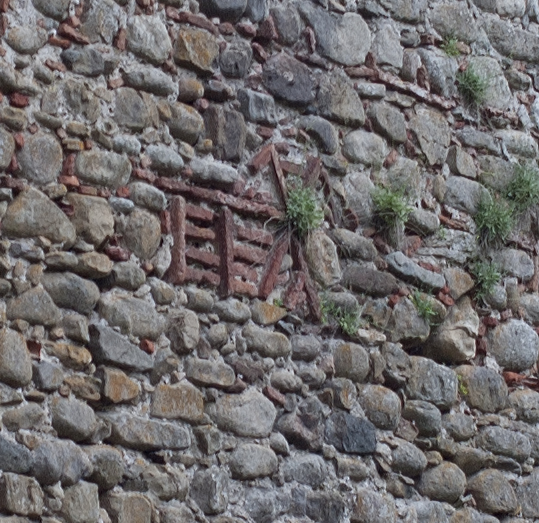
Monogramm der Palaiologen in der Außenwand eines Befestigungsturms

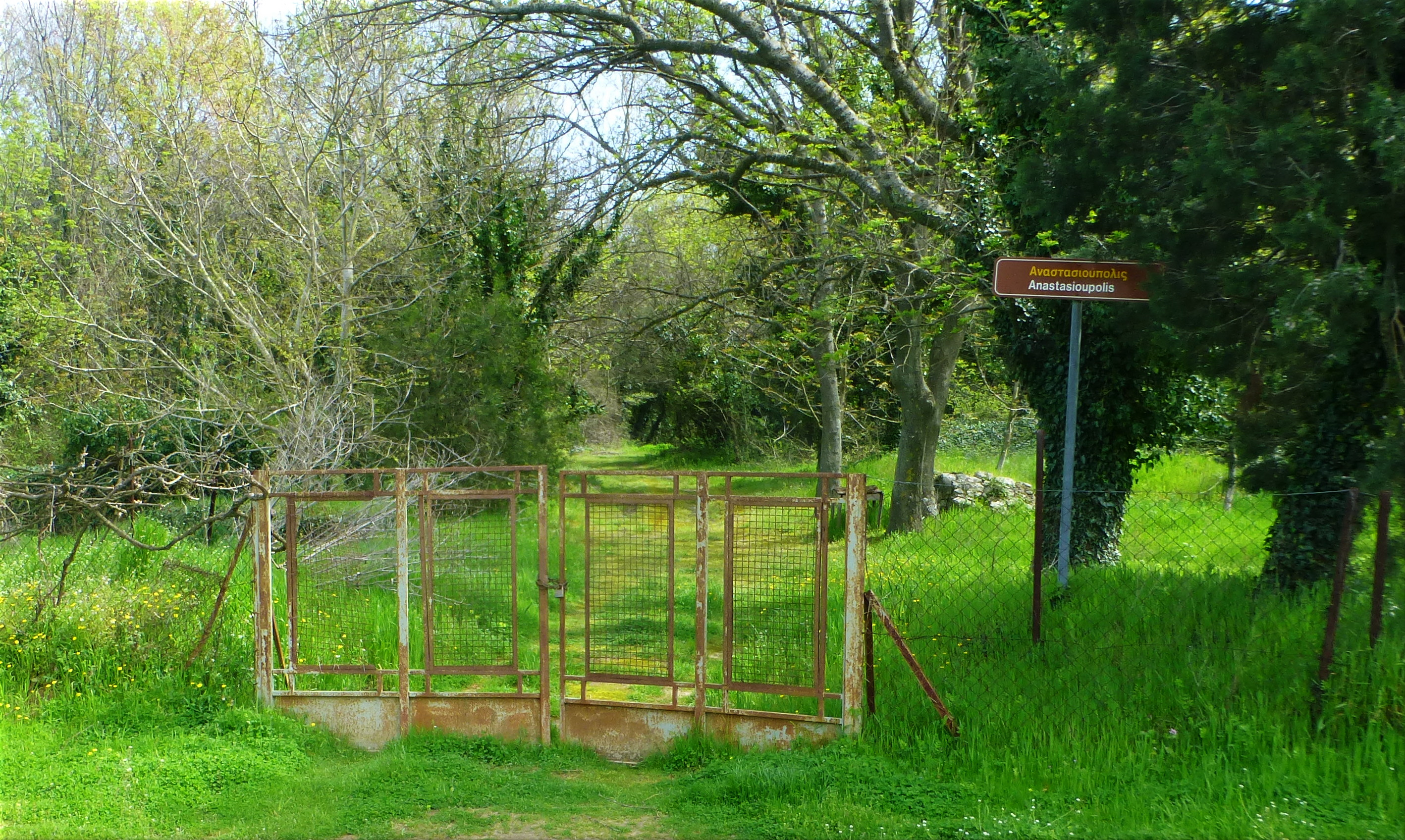
Eingang zur Ruinenstadt

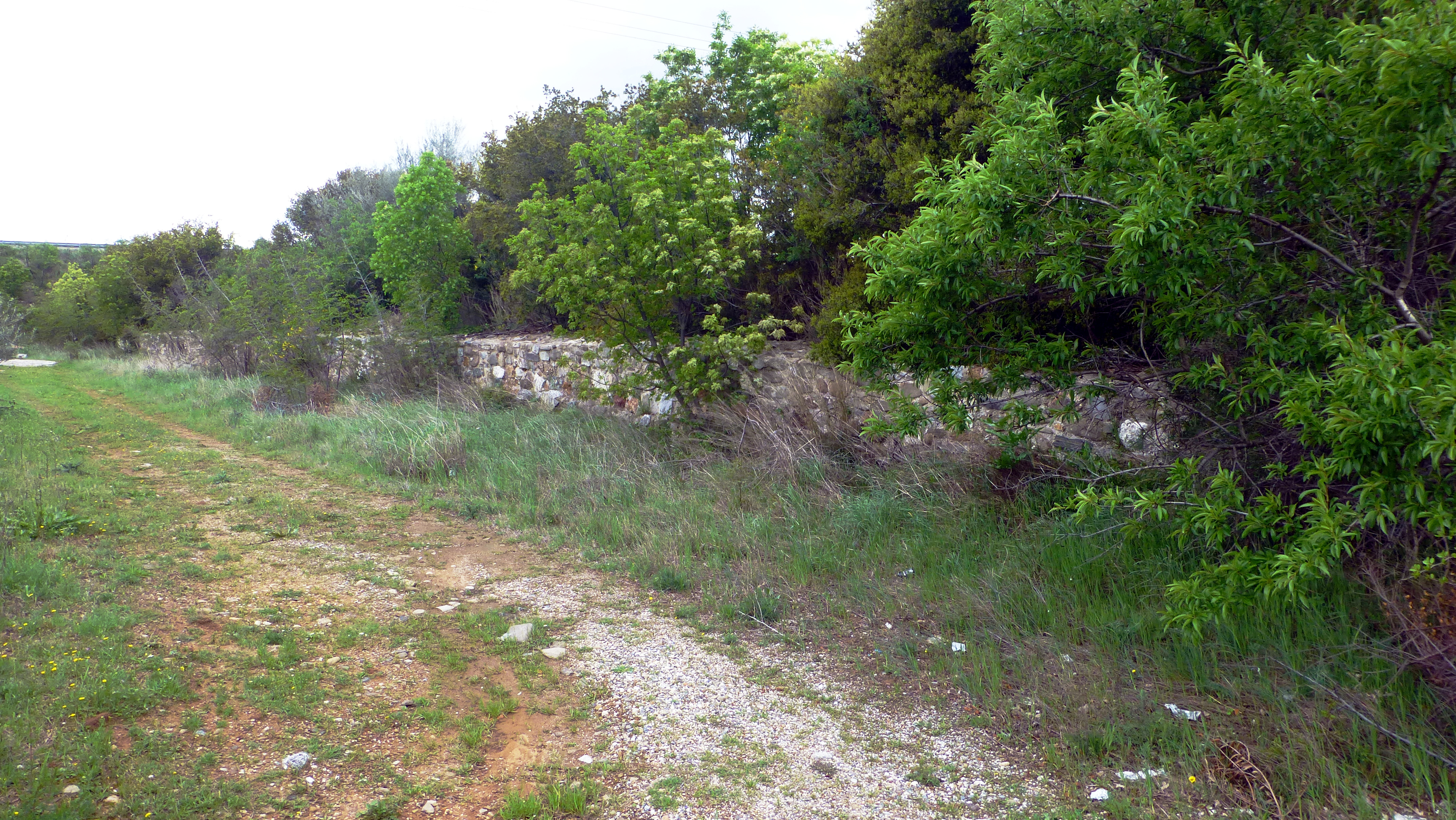
Reste der Nord-Süd-Mauer an der Hauptstraße

Da keine archäologischen Grabungen durchgeführt wurden, befindet sich das ca. 7,3 ha große Areal der Stadt in verwildertem Zustand. Die Ruinen befinden sich inmitten eines Waldes, der allerdings erst seit den 1970er Jahren entstanden ist. Die bedeutendsten archäologischen Überreste stellen die Mauerzüge dar, die teilweise mehrere Meter hoch erhalten sind. Sie bilden dem einzigen publizierten Stadtplan zufolge ein unregelmäßiges Vieleck mit einer maximalen Nord-Süd-Ausdehnung von 360 Metern und einer maximalen West-Ost-Ausdehnung von 330 Metern. Nach Nordwesten und Südosten wurden Stadttore dokumentiert, hinzu kommen acht überwiegend rechteckige, im Osten teilweise aber auch runde Mauertürme. In die Mauerwerke einiger Türme sind durch eingearbeitete Ziegel Monogramme der Kaiserfamilie der Palaiologen erhalten, die in die Zeit um 1341 datiert werden können und damit mindestens Baumaßnahmen in dieser Phase bezeugen. Die heute erhaltene Mauer zeigt jedoch auch Spuren älterer Bauphasen, sodass vermutlich auch die ältere, noch aus der Spätantike stammende Stadtmauer denselben Verlauf hatte.
Nach Norden führt eine weitere Mauer, die mit mindestens drei Türmen versehen war, über etwa 2,2 km von der Stadtmauer weg zu den Berghängen der Rhodopen. Ihr Verlauf ist mittels Luftbildarchäologie noch heute gut zu erkennen, die Baustrukturen lassen sich aber auch vom Boden aus erkennen. Dabei handelt es sich um das von Prokopios erwähnte Aquädukt, das Justinian errichten ließ, um die Stadt mit Trinkwasser zu versorgen. In erster Linie scheint es sich jedoch um eine Festungsmauer gehandelt zu haben, mit der die Via Egnatia an dieser Verengung der Küstenebene kontrolliert werden sollte und in der lediglich noch zusätzlich eine Wasserleitung angelegt wurde. Südlich der Stadt schloss sich ein Hafenareal an. Dieses war durch zwei Mauerzüge geschützt, die von der Stadtmauer zur Küste verliefen. Es existieren jedoch nur vereinzelte archäologische Berichte über entsprechende Befunde, sodass die genaue Gestalt dieser Anlagen bislang unklar ist. Vermutlich dienten alle genannten Befestigungsmaßnahmen gemeinsam dazu, die Verengung der Küstenebene zwischen Rhodopen und Ägäisküste an dieser Stelle mit einem Sperrwerk abzusichern, um beispielsweise bei feindlichen Einfällen die Verteidigung zu erleichtern.
Trotz der Überwucherung des gesamten Stadtgeländes wie auch der Mauer zu den Rhodopen wird zumindest ein Rundweg freigehalten, auf dem man zu den Ruinen gelangt. Von der Straße aus fehlt eine genaue Beschilderung. Auf der Strecke Xanthi-Komotini biegt man im Dorf Amaxades an der Unterführung der Autobahn ab und folgt dem asphaltierten Feldweg. Die restlichen 2 km Feldweg sind auch ohne 4WD gut zu fahren. Das Eingangstor befindet sich auf der Nordseite. Da es gewöhnlich verschlossen ist, betritt man die Ruinenstätte durch das lose Gitter im Tor.